# Futabatei Simei
Futabatei Simei (二葉亭四迷; Hepburn: Futabatei Shimei; Edo, 1864. február 28. – Bengáli-öböl, 1909. május 10.) japán író, kritikus, műfordító.

## Élete
Valódi neve Haszegava Tacunoszuke (長谷川辰之助), Edóban, a mai Tokióban született. 1881 és 1885 között az edói Gaikokugo Gakkó (ma: Idegen Nyelvek Egyeteme) hallgatójaként az orosz nyelvet és irodalmat tanulmányozta. 1886-ban összebarátkozott Cuboucsi Sójóval, s az ő iránymutatásával kezdett írni. 1889-ben kénytelen volt állást vállalni a kormányzati kiadványok hivatalában, mert szülei elszegényedtek, s a maga szellemi függetlenségét is biztosítani akarta („az író ne pénzért írjon, mert azzal erőszakot tesz művészetén”). Magánélete nem volt boldog. Először egy prostituáltat vett feleségül, aki két gyereket szült neki. 1896-ban elváltak. 1902-ben elvette nála jóval fiatalabb élettársát, ebből a házasságból szintén két gyerek származott. 1902–03-ban Kínában, Harbinban és Pekingben dolgozott, utána pedig évekig Oroszországban, ahol eszperantó nyelvkönyvet állított össze. 1908-ban az Aszahi simbun szentpétervári tudósítójává nevezte ki, de elhatalmasodó tuberkulózisa miatt szinte azonnal haza kellett indulnia. A hajón, a Bengáli-öbölben halt meg, hamvait Szingapúrban temették el.

## Művészete
A szellemi és művészi értelemben is forrongó Meidzsi-kor egyik küldetéstudatos, briliáns elméje volt. Írásaihoz és fordításaihoz nagy körültekintéssel dolgozta ki azt a fajta irodalmi köznyelvet, amely a klasszikus írott nyelv eleganciáját, finomkodását kihajítva a hétköznapi beszédet ötvözte a modern írástechnikákkal. Cuboucsi útmutatásával írta meg Ukigumo („Sodródó felhők”, 1887–89) című regényét, amelyet, noha ő nem volt elégedett vele, az első modern japán regénynek tartanak, már csak azért is, mert elidegenedett, cselekvésképtelen hőse a 20. századi japán próza nagy részének prototípussal szolgált. 1896-tól haláláig szinte az „orosz aranykor” valamennyi íróját (Gogol, Turgenyev, Tolsztoj, Dosztojevszkij, Csehov, sőt Gorkij) japánra fordította, Goncsarov Oblomovja pedig egyenesen az Ukigumo mintájának tekinthető. A japán és az orosz irodalomról, valamint a japán társadalmi problémákról szóló tanulmányai nemcsak odahaza, hanem külföldön is rendre megjelentek. 1906-ban folytatásokban publikált új regénye, a Szono omokage egy felesége és anyósa által megfélemlített, impotens férfiról szól. Utolsó, halála évében készült, félig-meddig önéletrajzi műve a Heibon („Középszerűség”).